# Símbolos de Armenia (Quindío)
Para la bandera del país, véase Bandera de Armenia.
El escudo de armas de Armenia es el emblema heráldico que representa a la ciudad colombiana de Armenia, capital del departamento de Quindío. Fue diseñado por la Academia Colombiana de Historia. Tiene en su centro un cuadro con un tronco y un hacha clavada en representación de colonos y fundadores. Al fondo hay un paisaje del Quindío con sus selvas vírgenes. El cuadro se comunica con el resto del escudo por los cuatro costados formando una cruz. En la parte superior y los laterales lleva sendos cafetos como símbolo de la riqueza de la Ciudad. En la parte inferior del escudo está la fecha de fundación de la ciudad y en la base la leyenda: «Trabajo y Civilización».

## Bandera
La bandera de Armenia, Quindío, está compuesta por tres franjas horizontales de igual dimensión y colores verde, blanco y amarillo, que representan la esperanza, la paz y la riqueza de su tierra.
El diseño fue hecho por la educadora Rosana Londoño Álzate en 1927.